# Drabescus evansi
Drabescus evansi är en insektsart som beskrevs av Zhang och Webb 1996. Drabescus evansi ingår i släktet Drabescus och familjen dvärgstritar. Inga underarter finns listade i Catalogue of Life.